# Lars-Göran Ragnarsson
Lars-Göran Arthur Ragnarsson, född 2 juli 1952 i Sollentuna,  är en svensk skådespelare.

## Biografi
Ragnarsson började vid slutet av 1960-talet sin teaterbana under gymnasiestudierna vid Heleneholmsskolans gymnasium och var där aktiv som ordförande för den livaktiga Heleneholmsskolans Teaterförening, innan han fortsatte studierna och utexaminerades från Scenskolan i Malmö 1974.. Efter en tid vid Uppsala-Gävle Stadsteater kom han 1976 till Malmö stadsteater, där han sedan dess varit verksam inom såväl barn- och ungdomsteater som vuxenteater i ett stort antal produktioner och har dessutom medverkat vid Sveriges Radio Drama och i film- och TV-produktioner. Sommartid har han även spelat vid Pildammsteatern i Malmö.
Han är far till skådespelaren Julia Ragnarsson.

## Filmografi
- 1986 – Skånska mord – Veberödsmannen (TV)
- 1998 – Vasasagan (TV-teater, regi Staffan Valdemar Holm)
- 2002 – Den 5:e kvinnan.

## Teater

### Roller (ej komplett)
| År   | Roll                                       | Produktion                                                                                              | Regi                           | Teater                  |
| ---- | ------------------------------------------ | --- | ------------------------------ | ----------------------- |
| 1978 |                                            | Den feruketansvärda semällen Staffan Göthe                                                              | Torbjörn Astner                | Malmö stadsteater       |
| 1979 |                                            | Sagan om den övergivna dockan (La historia de la muñeca abandonada) Alfonso Sastre                      | Ronnie Hallgren                | Malmö stadsteater       |
| 1979 |                                            | Slödder - En skräpig revy Torbjörn Astner, Börje Lindström, Niklas Rådström och Staffan Göthe           | Torbjörn Astner                | Malmö stadsteater       |
| 1980 | Lewis Carroll                              | Snarkjakten (The Hunting of the Snark) Lewis Carroll                                                    | Ronnie Hallgren                | Malmö stadsteater       |
| 1980 |                                            | Sparvel Staffan Göthe                                                                                   | Torbjörn Astner                | Malmö stadsteater       |
| 1981 |                                            | Sagan om havet Gösta Kjellin                                                                            | Ronnie Hallgren                | Malmö stadsteater       |
| 1987 |                                            | Jaktscener från Nedre Bayern (Jagdszenen aus Niederbayern) Martin Sperr                                 | Magnus Bergquist               | Malmö stadsteater       |
| 1987 |                                            | Ett dockhem (Et Dukkehjem) Henrik Ibsen                                                                 | Lennart Olsson                 | Malmö Stadsteater       |
| 1988 |                                            | Skandal i familjen (A small family business) Alan Ayckbourn                                             | Lennart Olsson                 | Malmö stadsteater       |
| 1990 |                                            | Ett inferno - en monolog för fyra röster August Strindberg                                              | Kerstin Birde                  | Malmö stadsteater       |
| 1996 |                                            | Blod Lars Norén                                                                                         | Göran Stangertz                | Malmö Dramatiska Teater |
| 1996 |                                            | Timmen när vi inte visste något om varandra (Die Stunde da wir nichts voneinander wussten) Peter Handke | Kim Brandstrup                 | Malmö Dramatiska Teater |
| 2000 |                                            | Vår starke man - samhällets stöttepelare (Samfundets støtter) Henrik Ibsen                              | Åsa Melldahl                   | Malmö Dramatiska Teater |
| 2005 |                                            | Tartuffe/Bedragaren (Tartuffe, ou l'Imposteur) Molière                                                  | Ragnar Lyth                    | Malmö Dramatiska Teater |
| 2006 |                                            | Karriär Torbjörn Flygt                                                                                  | Dennis Sandin                  | Malmö Dramatiska Teater |
| 2007 |                                            | Demonernas port (羅生門, Rashōmon) Akutagawa Ryunosuke                                                  | Bogdan Szyber och Carina Reich | Malmö Dramatiska Teater |
| 2008 | Kurt                                       | Dödsdansen August Strindberg                                                                            | Pontus Plaenge                 | Malmö Dramatiska Teater |
| 2008 |                                            | Zlatans leende Dennis Magnusson                                                                         | Dennis Sandin                  | Malmö stadsteater       |
| 2012 |                                            | Gengångare och zombies Henrik Ibsen och Gustav Tegby                                                    | Rikard Lekander                | Malmö stadsteater       |
| 2013 |                                            | Malmö for the fittest Cristina Gottfridsson                                                             | Anette Norberg                 | Malmö Stadsteater       |
| 2014 |                                            | Amadeus Peter Shaffer                                                                                   | Frede Gulbrandsen(da)          | Malmö stadsteater       |
| 2014 |                                            | De sista trollen Dennis Magnusson                                                                       | Dennis Sandin                  | Malmö stadsteater       |
| 2015 |                                            | Folkets fiende (En folkefiende) Henrik Ibsen                                                            | Dritëro Kasapi                 | Malmö Stadsteater       |
| 2015 | Ed Smith                                   | Tolvskillingsoperan (Die Dreigroschenoper) Bertolt Brecht och Kurt Weill                                | Alexander Öberg                | Malmö stadsteater       |
| 2017 | Den engelske ambassadören                  | Livläkarens besök Per Olov Enquist                                                                      | Johanna Garpe                  | Malmö Stadsteater       |
| 2017 | Koreander Cairon Läkaren Ygramul           | Den oändliga historien (Die Unendliche Geschichte) Michael Ende                                         | Nina Wester                    | Malmö Stadsteater       |
| 2018 | Karl-Gösta                                 | Fly me to the moon Marie Jones                                                                          | Maria Löfgren                  | Malmö Stadsteater       |
| 2018 | Postförman Goran Byrådirektör H K Bergdahl | Karl-Bertil Jonssons julafton Tage Danielsson                                                           | Sara Cronberg                  | Malmö Stadsteater       |